# Портрет Алджернона Чарльза Суинбёрна
«Портрет Алджернона Чарльза Суинбёрна» — рисунок английского художника-прерафаэлита Данте Габриэля Россетти, созданный в 1861 году. В настоящее время находится в собрании Музея Фицуильяма.
На рисунке изображён близкий друг Россетти — поэт и драматург Алджернон Чарльз Суинбёрн. Поэт и художник повстречались в Оксфорде, где Россетти вместе с другими прерафаэлитами занимался настенной росписью. Россетти был в восторге от своего «маленького нортумберлендского друга» (возможно, прозвище пошло от низкого роста Суинбёрна). После смерти супруги Россетти Элизабет Сиддал, он вместе с Суинбёрном некоторое время проживал в одном доме.
Портрет Суинбёрна был создан в качестве дополнения к портрету Роберта Браунинга, также выполненного в смешанной технике и схожей цветовой гамме. В верхнем правом углу стоит монограмма Россетти и год создания. Россетти подарил рисунок Фанни Корнфорт, та позже продала его лорду Баттерси, а затем его выкупил Чарльз Фэйрфакс Мюррей, он же передал портрет Музею Фицуильяма.